# Dům Sluneční náměstí
Dům Sluneční náměstí je výšková budova v centru Nových Butovic ve Stodůlkách na Praze 13. V budově (Stodůlky čp. 2583) se nachází 177 bytů, 288 parkovacích míst a obchody. Dokončena byla v roce 2004, má výšku 73,5 metrů a 20 pater. Budovu navrhlo architektonické studio Hlaváček & partner, investorem stavby byla firma Metrostav Rezident.
Dům se nachází vedle budovy radnice Prahy 13 na Slunečním náměstí, na křižovatce s ulicemi V Hůrkách a Petržílkovou.

## Popis
Budova je členěna je do tří úrovní. První část budovy je určena pro komerční a administrativní účely, má čtvercový půdorys s kruhovým atriem a dosahuje do čtvrtého nadzemního podlaží. Na ni navazuje dalších 13 pater věžového domu menšího půdorysu, který je zakončen čtyřmi poschodími nástavby s kruhovou a obdélníkovou částí. V komerční části objektu navazují na atrium pasáže s vchody do jednotlivých kanceláří a obchodů. Parkování se nachází ve třech podzemních podlažích.